# Glomeris klugii
Glomeris klugii är en mångfotingart som beskrevs av Brandt 1833. Glomeris klugii ingår i släktet Glomeris och familjen klotdubbelfotingar. Inga underarter finns listade i Catalogue of Life.